# Stazione di Woodlawn
La stazione di Woodlawn  è una fermata ferroviaria della linea Galway–Athlone a servizio dell'omonima cittadina della contea di Galway, Irlanda.

## Storia
La stazione fu aperta il 1º agosto 1858. Fu chiusa al traffico di merci il 2 giugno 1978.
Il 26 aprile 2011 c'è stata una manifestazione di circa 200 persone che ha chiesto alla Iarnród Éireann di migliorare il servizio verso est, aggiungendo un treno mattutino che colleghi la cittadina a Dublino, partendo da Galway.

## Strutture ed impianti
È dotata di un binario.

## Movimento
- InterCity Dublino Heuston–Galway

## Servizi
- Servizi igienici
- Capolinea autolinee
- Biglietteria a sportello
- Biglietteria self-service
- Distribuzione automatica cibi e bevande